# 马德河畔维勒塞
马德河畔维勒塞（法語：Villecey-sur-Mad，法語發音：[vilsɛ syʁ mad]）是法国默尔特-摩泽尔省的一个市镇，属于布里埃区。

## 地理
马德河畔维勒塞（49°0'24"N, 5°57'33"E）面积7.41 平方千米，位于法国大東部大區默尔特-摩泽尔省，该省份为法国东北部内陆省份，是洛林的一部分，北邻比利时、卢森堡，北起顺时针与摩泽尔省、下莱茵省、孚日省和默兹省接壤。
与马德河畔维勒塞接壤的市镇（或旧市镇、城区）包括：翁维尔、普雷尼、瓦维尔。
马德河畔维勒塞的时区为UTC+01:00、UTC+02:00（夏令时）。

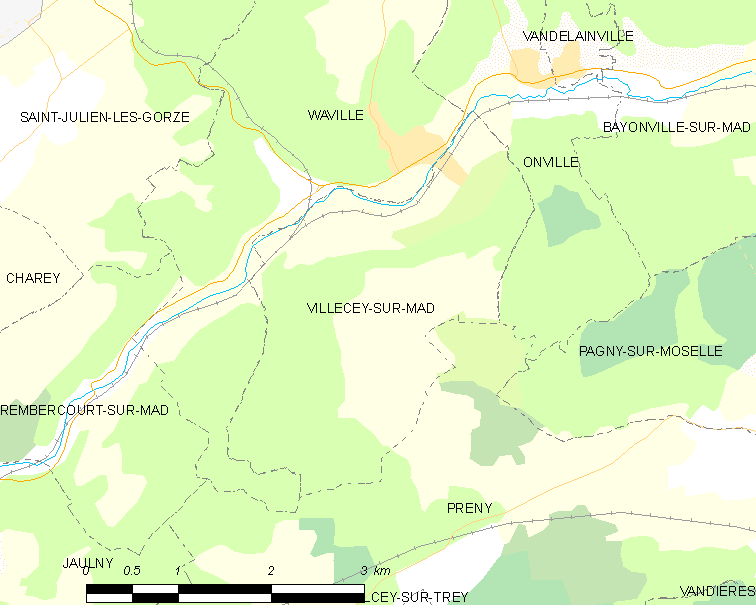
马德河畔维勒塞的OSM定位图

## 行政
马德河畔维勒塞的邮政编码为54890，INSEE市镇编码为54570。

## 政治
马德河畔维勒塞所属的省级选区为蓬塔穆松县。

## 人口

1962-2008年间马德河畔维勒塞人口变化图示

马德河畔维勒塞于2022年1月1日时的人口数量为343人。